# Мавзолей Кваме Нкрумы
Мавзолей Кваме Нкрумы (англ. Kwame Nkrumah Mausoleum, также Мемориальный парк Кваме Нкрумы — англ. Kwame Nkrumah Memorial Park) — памятник-усыпальница, посвященная борцу против колониализма и первому президенту Ганы Кваме Нкруме, имевшему звание «Искупитель» (англ. Osagyefo). Находится в столице страны — Аккре.

## История
Борец против колониализма, деятель социализма и панафриканизма, первый премьер-министр и президент Ганы, основатель Движения неприсоединения Кваме Нкрума (р. 21 сентября 1909), во время своего визита в Китайскую Народную республику был свергнут путём военно-полицейского переворота 24 февраля 1966 года, осуществлённого по некоторым данным при поддержке ЦРУ, а пришедший к власти прозападный Национальный совет освобождения активно воспользовался экономической, финансовой и административной помощью США. Нкрума не мог вернуться домой и получил политическое убежище в соседней Гвинее, а 27 апреля 1972 года скончался от тяжёлой болезни в бухарестской больнице в Румынии.
Идея возведения мемориала в честь Нкрумы была предложена лондонским Союзом африканских студентов, среди членов которого был молодой ганский архитектор Дон Артур, направившим в правительство Гвинеи и лично президенту Ахмеду Секу Туре послание с просьбой отправить гроб с его телом на родину, лишь после того как участники военного переворота будут осуждены, а разрушенная статуя Нкрумы будет восстановлена. 7 июля того же года по распоряжению военного лидера Игнатиуса Ачампонга Нкрума был похоронен в своей родной деревне Нкрофул, а 1 июля 1992 года с почестями перезахоронен в мавзолее, торжественно открытом президентом Джерри Роллингсом. Архитектором мавзолея был тот самый архитектор Дон Артур, вдохновившийся Эйфелевой башней, пирамидами Египта, висячими садами Семирамиды и мавзолеем Ленина.
В 2007 году рядом с Кваме была похоронена его жена — Фатия Нкрума. В 2000-х годах генеральный секретарь ООН Кофи Аннан рассматривал возможность присвоения мавзолею статуса памятника Всемирного наследия. В 2009 году директор комплекса Квеку Ману-Асиамах сообщал, что состояние мавзолея стало ухудшаться, в частности, появились трещины в полах и стала протекать крыша, однако он отметил, что правительство увеличило финансирование на ремонт, а позже президент Джон Драмани Махама сказал, что работы по восстановлению комплекса ведутся активно. В 2010 году президент Ганы Джон Миллс в честь Нкрумы учредил День основателя, назначенный на 21 сентября — день его рождения. В этот день, в 2014 году, Самия Нкрума — председатель Народной партии конвента, основанной её отцом, на митинге у мавзолея, посвящённом 105-й годовщине со дня его рождения, сказала, что для Ганы настало время вернуться к идеалам и планам национального развития Нкрумы.
В числе известных личностей, посетивших мавзолей: бывший президент Ганы Джон Куфуор и бывший президент ФРГ Хорст Келер, бывшие президенты ЮАР — Табо Мбеки и Джейкоб Зума, президент Кот-д’Ивуара Алассан Уаттара.

## Архитектура
Мавзолей расположен на улице Хай-стрит в центре Аккры к востоку от Культурного и художественного центра и к западу от здания Метрополитен-Ассамблеи. Прямо напротив располагается старое здание парламента, в котором располагается Комиссия по правам человека и административной юстиции. Кроме того, рядом находится Accra Sports Stadium и форт Кристианборг — резиденция правительства Ганы.
Мемориальный парк занимает общую площадь в 5,4 акра и состоит из двух основных строений: музея и мавзолея. С двух сторон мавзолей окружён длинными водоёмами с фонтанами и скульптурными группами, изображающими флейтистов. Здание напоминает мечи, воткнутые в землю в знак мира, или пень дерева, корни которого нуждаются в воде, а ветви были срублены в расцвете лет, что означает нереализованную идею Нкрумы о единстве Африки. Сам мавзолей располагается на искусственном острове, соединённым с материком двумя мостами. Внутри мавзолея, оформленного в египетском стиле с символами ашанти, находятся постаменты могил Нкрумы и его жены. Рядом в музее размещены личные вещи Нкрумы: его книги, архивы, фотографии c мировыми лидерами, в числе которых Джавахарлал Неру, Мао Цзэдун, Фидель Кастро, Гамаль Абдель Насер, Никита Хрущёв, Джон Кеннеди, Алекс Хьюм, Елизавета II, Гарольд Макмиллан, Пий XII, а кроме того там находится подарок гвинейского народа — металлический саркофаг, в котором тело Нкрумы было возвращено на родину. Завершает комплекс бронзовая статуя Кваме Нкрумы высотой около 10,8 футов, одетого в традиционную одежду и символически указывающего рукой путь вперёд. Она находится на том же месте, где Нкрума объявил о независимости Ганы и освобождении от британского колониального правления 6 марта 1957 года, сказав, что «Гана, любимая страна, теперь свободна навсегда». Рядом с мавзолеем находится статуя Нкрумы, установленная в 1957 году и разрушенная в ходе переворота. Комплекс окружён мемориальным парком, в котором государственные деятели разных стран сажают деревья в память о своём визите.

## Администрация
Мемориальный парк Кваме Нкрумы является автономной организацией, возглавляемой исполнительным директором Аллхаджи Абубакари Османом, ответственным перед Советом по туризму, члены которого назначаются президентом Ганы по рекомендации председателя Национальной комиссии по делам национальных культур и министра по вопросам культуры.